# 小行星5419
小行星5419（5419 Benua）是一颗绕太阳运转的小行星，为主小行星带小行星。该小行星于1981年9月29日发现。

## 轨道参数
小行星5419的轨道半长轴为3.1059349 UA，离心率为0.185。